# 대신초등학교 (경북)
대신초등학교는 대한민국 경상북도 김천시 아포읍 대신리에 있었던 공립 초등학교이다.

## 학교 연혁
- 1943년 5월 6일 대신국민학교 개교(설립인가 4월 28일)
- 1982년 3월 8일 병설유치원 개원
- 1996년 3월 1일 대신초등학교로 교명 변경
- 2010년 3월 1일 제22대 김영곤 교장 취임
- 2011년 2월 17일 제65회 졸업식(7명, 총 4,132명)
- 2015년 2월 28일 아포초등학교에 통폐합[1]